# يانغ سي جونغ
يانغ سي جونغ (مواليد 23 ديسمبر 1992) هو ممثل وعارض كوري جنوبي، أشتهر لدوره في مسلسل درجة حرارة الحب.

## أعماله

### مسلسلات تلفزيونية
| عام       | عنوان                  | الدور                          | ملاحظة                            | المراجع |
| --------- | ---------------------- | ------------------------------ | --------------------------------- | ------- |
| 2016–2020 | الطبيب الرومانسي       | دو ان بيوم                     | الموسم 1-2؛ (ظهور خاص، الحلقة 15) | [ 2 ]   |
| 2017      | سايمدانغ، مذكرة الضوء  | الشاب لي جيوم / هان سانغ هيون  |                                   | [ 3 ]   |
| 2017      | مبارزة                 | سونغ جون / سونغ هون / يونغ سوب |                                   | [ 4 ]   |
| 2017      | درجة حرارة الحب        | او جونغ سون                    |                                   | [ 5 ]   |
| 2018      | ما تزال في السابعة عشر | غونغ وو جين                    |                                   | [ 6 ]   |
| 2019      | بلدي: عهد جديد         | سيو هوي                        |                                   | [ 7 ]   |

### مسلسلات ويب
| عام  | عنوان       | الدور       | الشبكة  | المراجع |
| ---- | ----------- | ----------- | ------- | ------- |
| 2023 | دوونا!      | لي وون جون  | نتفليكس | [ 8 ]   |
| 2025 | حياة منخفضة | أوه هي دونغ | ديزني+  | [ 9 ]   |

## روابط خارجية
- يانغ سي-جونغ على موقع IMDb (الإنجليزية)
- يانغ سي-جونغ على موقع قاعدة بيانات الفيلم (الإنجليزية)